# XL Axiata
XLSmart o PT XLSmart Telecom Sejahtera Tbk (ex PT Excelcomindo Pratama e PT XL Axiata Tbk) è un'azienda di telecomunicazioni indonesiana.
La copertura dell'azienda comprende Giava, Bali e Lombok come città principali e l'area di Sumatra, Kalimantan e Sulawesi.
XL offre servizi di internet a banda larga, comunicazione via cellulare e servizi 3G.